# Winx Saga: Osud
Winx Saga: Osud (v anglickém originále Fate: The Winx Saga) je italsko-britský dramatický televizní seriál, jenž vychází z animovaného seriálu Winx Club od Iginia Straffiho. Produkovali jej společnosti Archery Pictures a Rainbow. Seriál vytvořil Brian Young, který na něm působil též v pozici showrunnera a výkonného producenta. V hlavních rolích se objevili Abigail Cowen, Hannah van der Westhuysen, Precious Mustapha, Eliot Salt a Elisha Applebaum.
Šestidílná první řada měla premiéru 22. ledna 2021 na streamovací službě Netflix. V únoru 2021 získal seriálu druhou řadu, jež měla premiéru 16. září 2022. V listopadu 2022 však bylo oznámeno, že se Netflix rozhodl seriál ukončit.

## Obsazení

### Hlavní role
- Abigail Cowen jako Bloom (český dabing Terezie Taberyová)
- Hannah van der Westhuysen jako Stella (český dabing Malvína Pachlová)
- Precious Mustapha jako Aisha (český dabing Klára Nováková)
- Eliot Salt jako Terra (český dabing Sára Nygrýnová)
- Elisha Applebaum jako Musa (český dabing Alžběta Volhejnová)
- Danny Griffin jako Sky (český dabing Jan Cina)
- Sadie Soverall jako Beatrix (český dabing Ivana Korolová)
- Freddie Thorp jako Riven (český dabing Robert Hájek)
- Eva Birthistle jako Vanessa Petersová (český dabing Šárka Vondrová)
- Robert James-Collier jako Silva (český dabing Marek Holý)
- Eve Best jako Ředitelka Farah Dowlingová (český dabing Simona Vrbická)
- Lesley Sharp (1. řada) / Miranda Richardson (2. řada) jako Rosalind Hale (český dabing Milena Steinmasslová)
- Theo Graham jako Dane (2. řada hlavní a 1. řada vedlejší; český dabing Jindřich Žampa)
- Jacob Dudman jako Sam (2. řada hlavní a 1. řada vedlejší; český dabing Robin Pařík)
- Ken Duken jako Andreas (2. řada hlavní a 1. řada vedlejší; český dabing Martin Písařík)
- Brandon Grace jako Grey (2. řada)
- Éanna Hardwicke jako Sebastian (2. řada)
- Paulina Chávez jako Flora (2. řada)

### Vedlejší role
- Josh Cowdery jako Mike Peters (český dabing Petr Štěpán)
- Alex Macqueen jako Harvinder (český dabing Dalibor Gondík)
- Kate Fleetwood jako Královna Luna (český dabing Lucie Svobodová)
- Leah Minto jako Kat (český dabing Vendula Příhodová)
- Sean Sagar jako Marco
- Sarah Jane Seymour jako Noura
- Pom Boyd jako Doris (1. řada)
- Harry Michell jako Callum Hunter (1. řada)
- Jayden Revri jako Devin (2. řada)
- JJ Battell jako Luke (2. řada)
- Shameem Ahmad jako Bavani Selvarajah (2. řada)

## Seznam dílů

### První řada (2021)
| Č. v seriálu | Č. v řadě | Původní název              | Český název                 | Režie              | Scénář                                    | Premiéra na Netflixu |
| ------------ | --------- | -------------------------- | --------------------------- | ------------------ | ----------------------------------------- | -------------------- |
| 1            | 1         | To the Waters and the Wild | K vodě a do divočiny        | Lisa James Larsson | scénář: Brian Young                       | 22. ledna 2021       |
| 2            | 2         | No Strangers Here          | Všichni se tady známe       | Lisa James Larsson | Speed Weed                                | 22. ledna 2021       |
| 3            | 3         | Heavy Mortal Hopes         | Nadějné vyhlídky smrtelníků | Hannah Quinn       | Victoria Bata                             | 22. ledna 2021       |
| 4            | 4         | Some Wrecked Angel         | Polámaný Anděl              | Hannah Quinn       | Niceole R. Levy                           | 22. ledna 2021       |
| 5            | 5         | Wither Into the Truth      | Prosoužit se k pravdě       | Stephen Woolfenden | námět: Sarah Hooper scénář: Victoria Bata | 22. ledna 2021       |
| 6            | 6         | A Fanatic Heart            | Fanatické Srdce             | Stephen Woolfenden | Brian Young                               | 22. ledna 2021       |

### Druhá řada (2022)
| Č. v seriálu | Č. v řadě | Původní název                        | Český název                  | Režie             | Scénář               | Premiéra na Netflixu |
| ------------ | --------- | ------------------------------------ | ---------------------------- | ----------------- | -------------------- | -------------------- |
| 1            | 1         | Low-Flying Panic Attack              | Nenápadný panický záchvat    | Edward Bazalgette | Brian Young          | 16. září 2022        |
| 2            | 2         | Taken by the Wind                    | Co odnesl vítr               | Edward Bazalgette | Victoria Bata        | 16. září 2022        |
| 3            | 3         | Your Newfound Popularity             | Náhlý vzestup popularity     | Sallie Aprahamian | Amanda Rosenberg     | 16. září 2022        |
| 4            | 4         | An Hour Before the Devil Fell        | Hodina před pádem ďábla      | Edward Bazalgette | Talia Gonzalez       | 16. září 2022        |
| 5            | 5         | Are You a Good Witch or a Bad Witch? | Jsi dobrý, nebo zlý čaroděj? | Sallie Aprahamian | Vanessa James Benton | 16. září 2022        |
| 6            | 6         | Poor Unfortunate Souls               | Ty ubohé duše                | David Moore       | Shaina Fewell        | 16. září 2022        |
| 7            | 7         | All the Wild Witches                 | Všichni divocí čarodějové    | David Moore       | Gregory Locklear     | 16. září 2022        |

## Produkce

### Vývoj
Nápad na hranou adaptaci animovaného seriálu Winx Club se zrodil už v roce 2011. Tvůrce seriálu Iginio Straffi poprvé navrhl hranou verzi tehdy v květnu, a to několik měsíců poté, co se společnost Viacom, vlastník stanice Nickelodeon, stala spoluvlastníkem jeho studia Rainbow a začala financovat jeho projekty. Na festivalu Ischia Global Fest v roce 2013 Straffi prohlásil, že stále plánuje vytvořit „Winx z masa a kostí, jež budou hrát skuteční herci. Dříve nebo později to bude hotové.“ Straffi v té době pracoval pouze na animovaných produkcích, rozhodl se tak zaměřit na hranou tvorbu a produkovat romantický seriál Club 57 stanice Nickelodeon.
V únoru 2016 se Iginio Straffi zmínil o tom, že ve spolupráci se společností Hollywood Gang Productions uvažuje o vytvoření hraného filmu. Projekt se však nikdy neuskutečnil. V březnu 2018 se k nápadu vrátil, tentokrát v podobě televizního seriálu pro mládež, který si objednala streamovací služba Netflix. Straffi se účastnil počátečních fází plánování seriálu a odmítl návrh Netflixu, aby v něm mužské postavy dostaly větší role. Poté, co byl napsán scénář pilotního dílu, se členové amerického štábu kresleného seriálu z Nickelodeonu, včetně herečky Molly Quinnové (dabérky Bloom), rozhodli setkat s produkčním týmem Osudu a posoudit jej. Francesco Artibani, jeden z italských scenáristů animované verze, byl k setkání též přizván, aby si scénář přečetl. Joanne Leeová ze studia Rainbow dohlížela na první řadu z pozice výkonné producentky.
Scenáristé Osudu jsou v sérii Winx úplnými nováčky a dříve pracovali na teenagerských seriálech, jako jsou Upíří deníky. Brian Young, jenž pracoval na sedmi řadách Upířích deníků, je tvůrcem a showrunnerem Winx Saga: Osud. V rozhovoru pro deník The Guardian Young uvedl, že se rozhodl „upustit od vzhledu“ kreslených víl, jež mají velké oči a třpytivé oblečky. Řekl: „Podívejte se, opět, jsem obrovský fanoušek mangy a anime... ale nikdo takhle nevypadá.“ Některé epizody první řady režírovaly Lisa James Larssonová a Hannah Quinnová.
Šestidílná první řada seriálu měla premiéru 22. ledna 2021. Dne 18. února 2021 Netflix objednal druhou řadu o osmi epizodách. Ta nakonec obsahovala sedm dílů a měla premiéru 16. září 2022. Young prozradil, že pokud seriál dostane třetí řadu, mohou v ní diváci očekávat postavy Icy a Darcy, dvě čarodějky z tria Trix.
Dne 1. listopadu 2022 Brian Young ohlásil, že se Netflix rozhodl seriál ukončit; ten tak zůstal s otevřeným koncem.

### Casting
Castingy se konaly v srpnu 2019. Abigail Cowenová byla následujícího měsíce obsazena do role hlavní hrdinky seriálu Bloom. Danny Griffinová Sadie Soverallová, Freddie Thorp, Eve Bestová a Robert James-Collier byli obsazeni do rolí Sky, Beatrix, Riven, Farah Dowling a Saula Silvy.
Dne 20. července 2021 bylo oznámeno, že se ve druhé řadě objeví Paulina Chávezová, Brandon Grace a Éanna Hardwicke jako Flora, Grey a Sebastian. Ke konci července následující roku bylo ohlášeno, že herci Miranda Richardsonová a Daniel Betts nahradí Lesley Sharpovou a Alexe Macqueena v rolích Rosalindy Halové a profesora Bena Harveyho. Sharpová se do seriálu nemohla vrátit, protože se v době produkce řady účastnila jiných natáčení.

### Natáčení

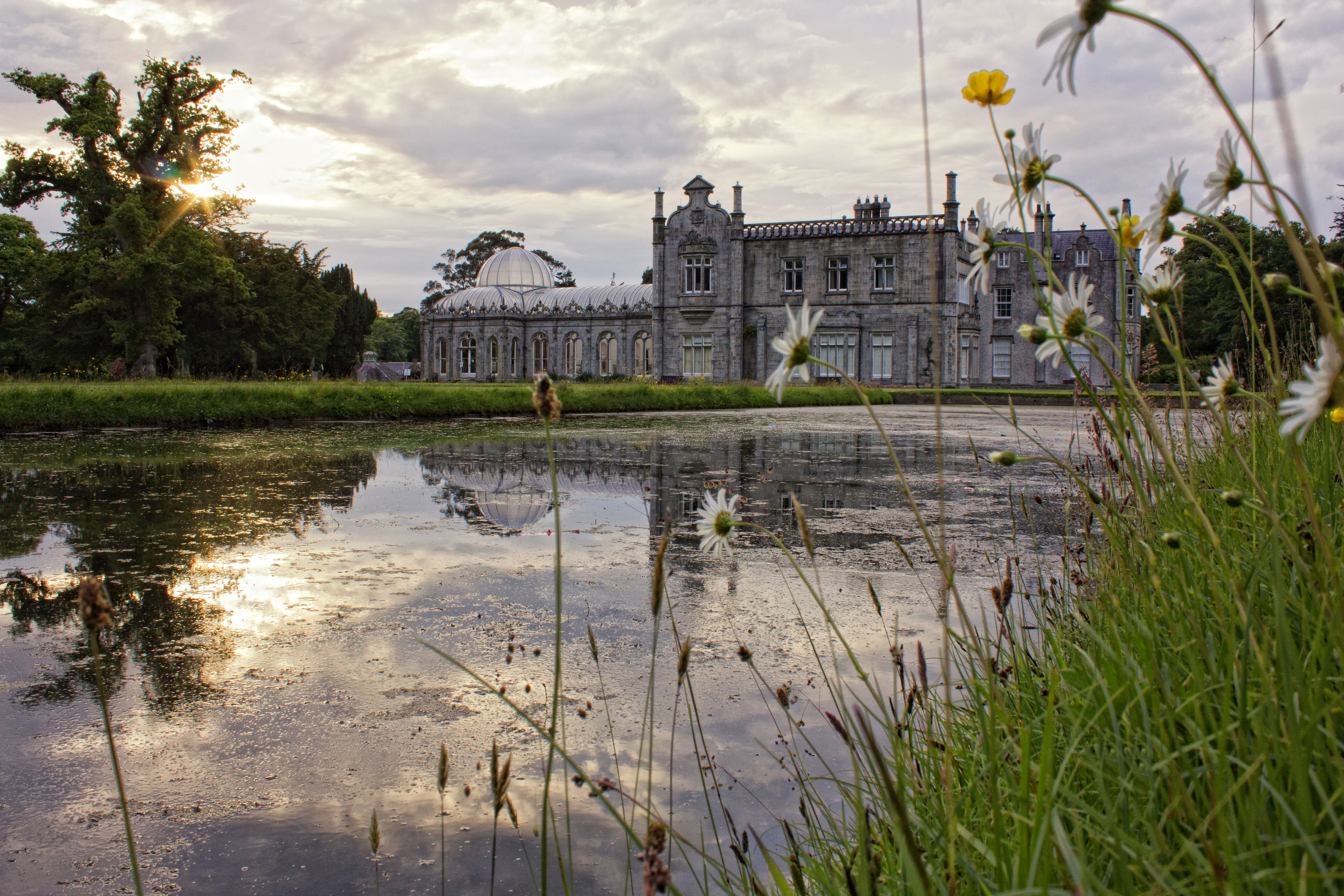
Sídlo Killruddery House představovalo v seriálu univerzitu Alfea

Natáčení první řady začalo v irském hrabství Wicklow v září 2019 a skončilo v prosinci téhož roku. Natáčelo se zejména v sídle Killruddery House a v prostorách Ardmore Studios ve městě Bray. Některé vnitřní scény seriálu byly natočeny v Ashford Studios.
Druhá řada se natáčela v Irsku od července do listopadu 2021. Budova Dublin Hellfire Club se stala jednou z natáčecích lokací.